# Indienne

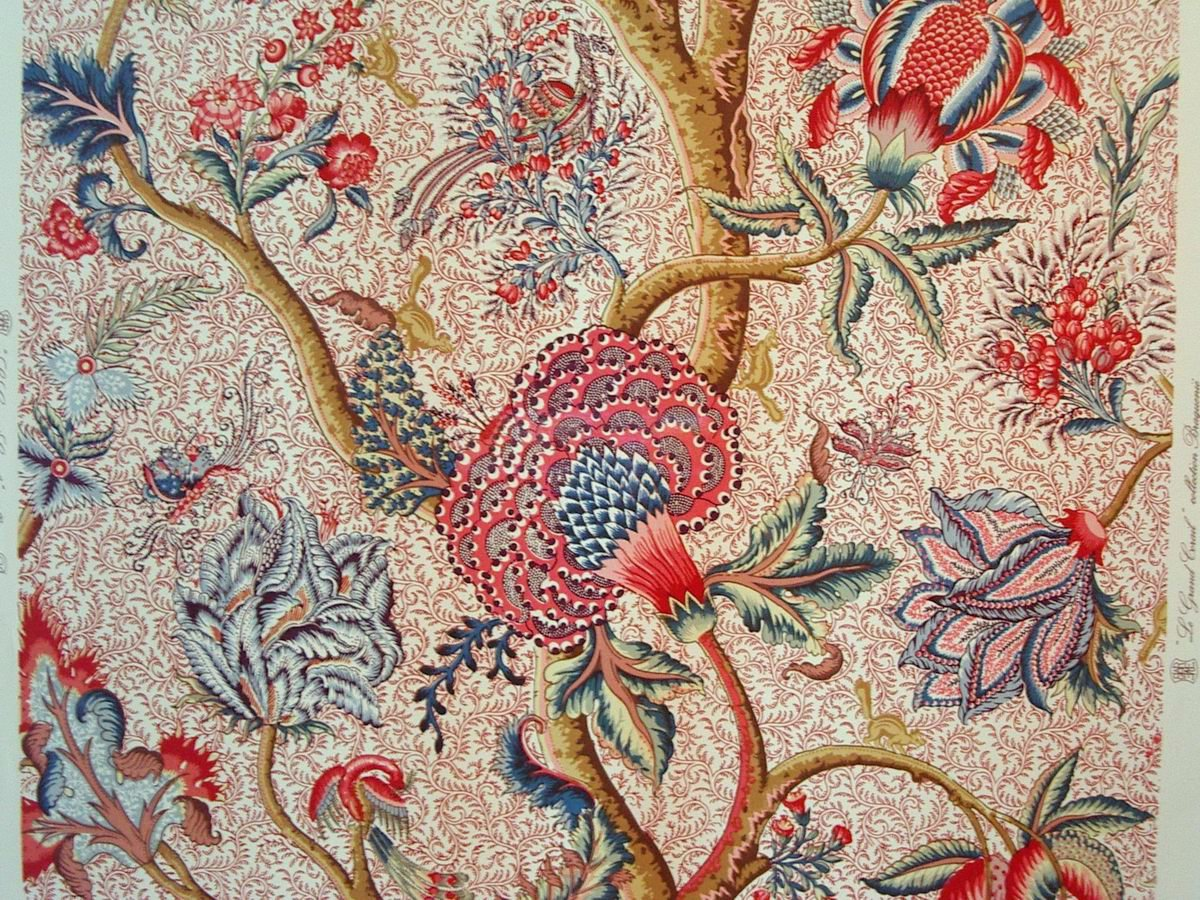
Indienne, Textilmuseum von Wesserling, Elsass (Frankreich).

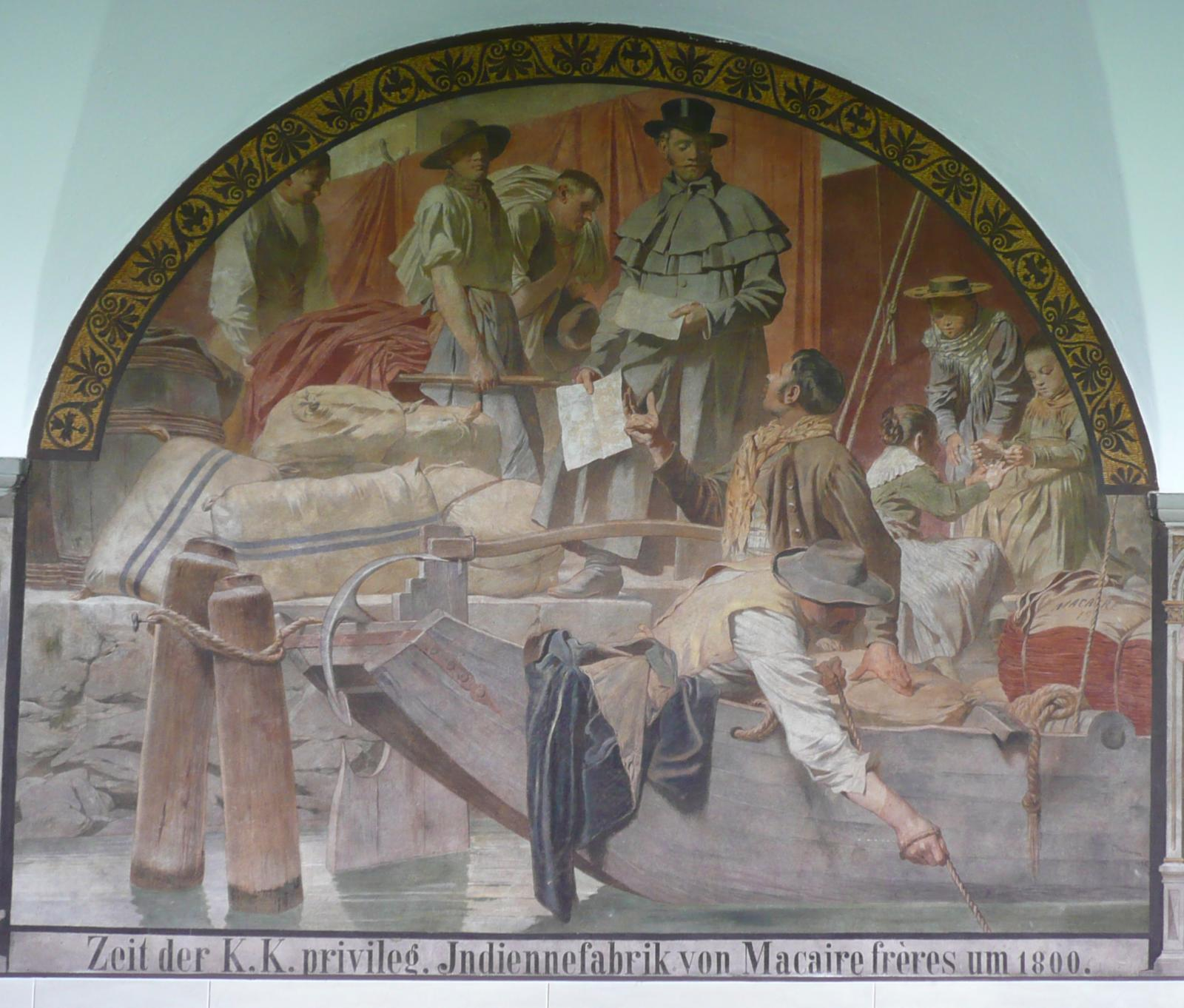
Ein Wandbild im Kreuzgang des ehemaligen Inselklosters in Konstanz erinnert an die dort von Genfer Emigranten betriebene Indienne-Fabrikation.

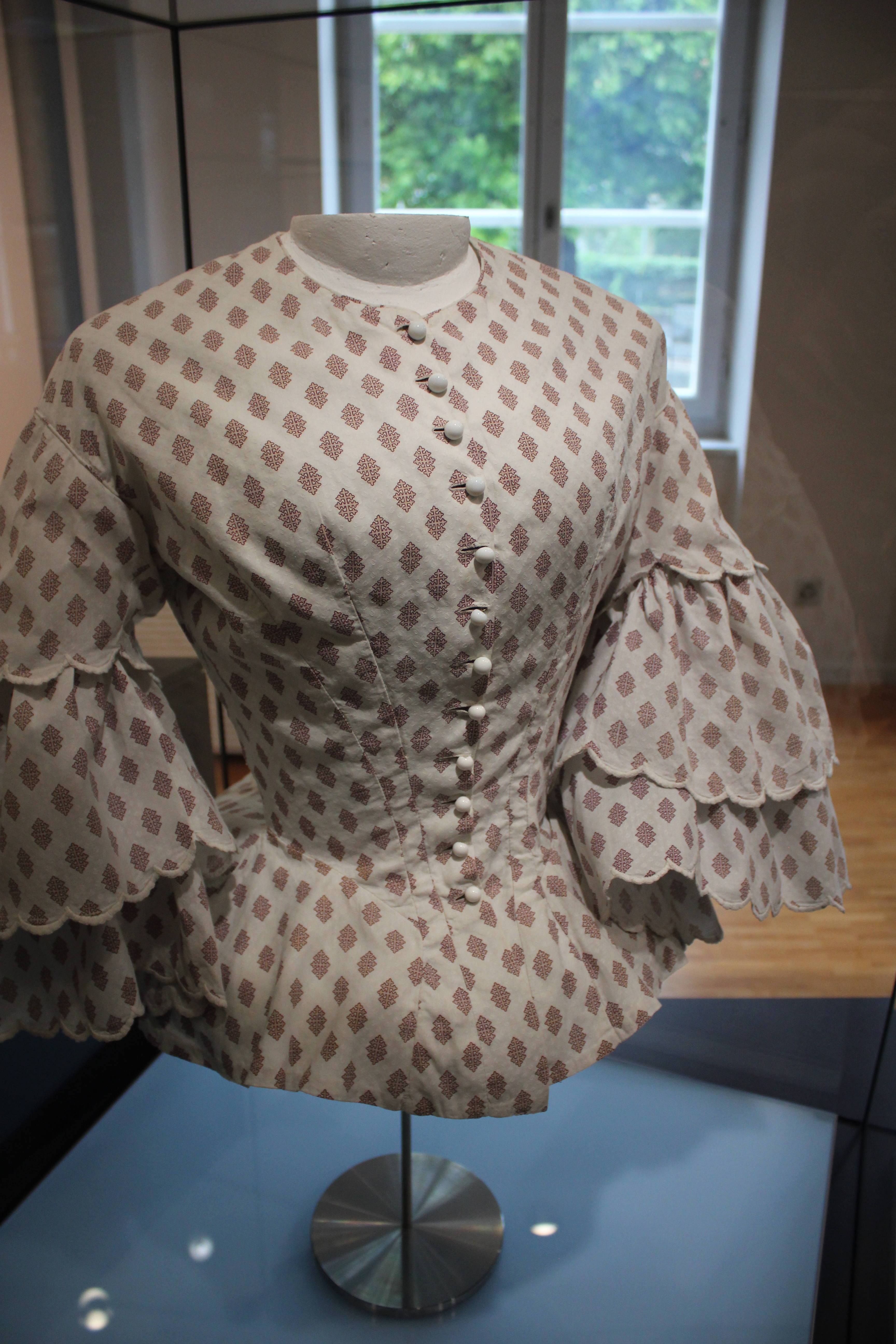
Neues Museum Biel, Damenoberteil aus Indiennedruck, 1860–1870

Mit Indienne (französisch Indienne ‚Indisch‘; englisch Indianshirting, früher auch Druckperkal oder Zitz) bezeichnet man ein ursprünglich mit indisch-exotischen Motiven handbemaltes, später industriell bedrucktes Kattungewebe.

## Geschichte
Das Bemalen von Baumwollstoffen wurde in Indien seit dem 2. Jahrtausend v. Chr. entwickelt und verlangte sowohl hohe künstlerische Fertigkeiten als auch ein sehr spezialisiertes technisches Wissen im Umgang mit den verwendeten Farben.
Kaufleute aus Holland, Dänemark, England und Portugal führten die Ware in Europa im 17. Jahrhundert ein. Im kulturell führenden Frankreich bekamen die indischen Stoffe (französisch toiles indiennes) ihren Namen. Dort fanden sie als Luxusgut dekorative Verwendung als Überzüge für Sitzmöbel oder als Tapeten.
Ihre große Beliebtheit verdankten die bunten Baumwollgewebe der Tatsache, dass sie trotz ihrer Farbenpracht sehr viel pflegeleichter als Seide waren. Zudem boten sie bei einem relativ günstigen Preis einen höheren Tragekomfort als zum Beispiel Leinen. Hinzu kam die in dieser Zeit  in Europa aufkommende und sich bis Ende des 18. Jahrhunderts haltende Vorliebe für chinoise Dessins oder für Chinoiserien generell.
Durch die Entwicklung der Textilindustrie in der zweiten Hälfte des 18. Jahrhunderts wuchs auch die Nachfrage nach preiswerten Tuchen, vor allem für Schürzen sowie einfache Haus- und Kinderkleidung.
Mit dem Ausbau der industriellen Baumwollverarbeitung und der Verfeinerung maschineller Färbetechniken entstanden Indienne-Manufakturen in Europa. Die erste Fabrikationsstätte eröffneten armenische Kaufleute 1640 in Marseille, England und Holland folgten in den 1670er Jahren. Zudem passte man die Motive mehr dem europäischen Geschmack an: So tauchten europäische Pflanzen in indischen Szenerien auf. Bis in die 1790er Jahre kamen die meisten Indiennes aus Indien.
Besonders in Frankreich verspürten die traditionellen Produzenten und Lieferanten von (Seiden-)Stoffen und Kleidern allmählich erhebliche Geschäftseinbußen durch das neue Massenprodukt.
Auf ihr Drängen hin veranlasste Ludwig XIV. die Protektion der französischen Textilindustrie, die vor allem auf die Produktion von Seidenwaren ausgerichtet war, und ließ 1686 die Produktion und den Import von Baumwollstoffen verbieten. In England wurde der Import von indiennes 1721 verboten, das Tragen von Baumwollstoffen von 1701 bis 1774, aber 1736 stellte der Manchaster Act klar, daß sich das Verbot, Leinen und Baumwolle zu tragen, nicht auf im Inland hergestellte Stoffe bezieht. 1774 verfügte das Parlament erneut, daß in England ausschließlich Bauwollstoffe verkauft werden dürfen, die im Inland gesponnen und gewebt worden waren.
Dies bewirkte einerseits einen zunehmenden Schleichhandel mit den weiterhin begehrten, weil billigeren Indiennes und anderseits den Aufbau einer Indiennes-Wirtschaft in den französischen Nachbarstaaten.
In der Schweiz arbeiteten Ende des 18. Jahrhunderts achttausend bis zehntausend Menschen in den Indiennes-Betrieben. Die größten Fabriken zählten mehrere hundert Beschäftigte, meist nur Saisonarbeiter, da Bleichen und Trocknen unter freiem Himmel im Winter nicht möglich war. Das mittlerweile ringsum aufgebaute Fachwissen führte nach der Öffnung des französischen Markts im Jahr 1759 dazu, dass in Frankreich massenhaft ausländisches Leitungspersonal arbeitete.
So gründete Christophe-Philippe Oberkampf 1759 in Jouy-en-Josas die größte und bedeutendste französische Fabrik für bedruckte Stoffe im Indienne-Stil. Die Fabrik, zeitweise die größte Europas, überstand die Wirren der Französischen Revolution und der
Napoleonischen Kriege und wurde erst 1843 geschlossen. Bis heute ist Toile-de-Jouy in Frankreich ein Synonym für Indiennes.
Im deutschsprachigen Raum entstanden in Konstanz und im Schweizer Kanton Aargau erste Indienne-Manufakturen.
Genfer Unternehmer, die 1782 vor der patrizischen Konterrevolution geflohen waren, betrieben während ihres Exils in Konstanz im ehemaligen Inselkloster eine Indienne-Fabrikation. Im Kreuzgang des heute als Hotel dienenden Gebäudes ist dazu eine Wandmalerei zu sehen.
In der Gegend um Möriken-Wildegg in der Schweiz hatten sich in der zweiten Hälfte des 18. Jahrhunderts zahlreiche Kattundruckereien angesiedelt. Das Unternehmen Laué & Cie betrieb noch im 19. Jahrhundert eine Indienne-Manufaktur.
Ein weiteres Zentrum der europäischen Indienne-Produktion im 18. und beginnenden 19. Jahrhundert war das Gebiet um den Neuenburgersee und den Bielersee, so die Indiennemanufaktur Biel. Insbesondere im damaligen Fürstentum Neuenburg bestanden mehrere große Indienne-Manufakturen.
Die größte Verbreitung erlangten die Indiennes in den 1780er Jahren, als sie auch für weite Teile der Bevölkerung erschwinglich wurden. Sie waren Teil eines globalisierten Handels: Indische Arbeiter stellten Massenware für den europäischen Markt her, da europäische Produktionsmethoden in Indien Fuß fassten. Baumwolle und Baumwolltücher wurden aus Asien und Amerika nach Europa transportiert. Nicht zuletzt dienten die fertig gestellten Indiennes als Tausch- und Handelsware im atlantischen Dreieckshandel.
Auch heute kommen die besten Indienne-Stoffe aus Frankreich. Das Zentrum der Produktion liegt in Rouen. Eine Besonderheit war Indienne aus Marseille, das – mit aus Krapp gewonnenen Naturfarben gefärbt – ausschließlich in Rottönen gehalten war. Ein weiteres Zentrum der Indienne-Herstellung mit großblumigen Mustern und Szenen aus der Mythologie war Nancy.